# Hófehérfülű mézevő
A hófehérfülű mézevő (Meliphaga albonotata) a madarak osztályának verébalakúak (Passeriformes) rendjébe és a mézevőfélék (Meliphagidae) családjába tartozó faj.

## Rendszerezése
A fajt Tommaso Salvadori olasz ornitológus írta le 1876-ban, a Ptilotis nembe Ptilotis albonotata néven. Egyes szervezetek szerint az Oreornis nembe tartozik Oreornis albonotatus néven.

## Előfordulása
Új-Guinea szigetén, Indonézia és Pápua Új-Guinea területén honos. Természetes élőhelyei a szubtrópusi és trópusi síkvidéki és hegyi esőerdők, cserjések, valamint másodlagos erdők, vidéki kertek és városias régiók. Állandó, nem vonuló faj.

## Megjelenése
Testhossza 19 centiméter, testtömege 20-34 gramm.

## Természetvédelmi helyzete
Az elterjedési területe nagyon nagy, egyedszáma viszont ismeretlen. A Természetvédelmi Világszövetség Vörös listáján nem fenyegetett fajként szerepel.